# Brise-soleil

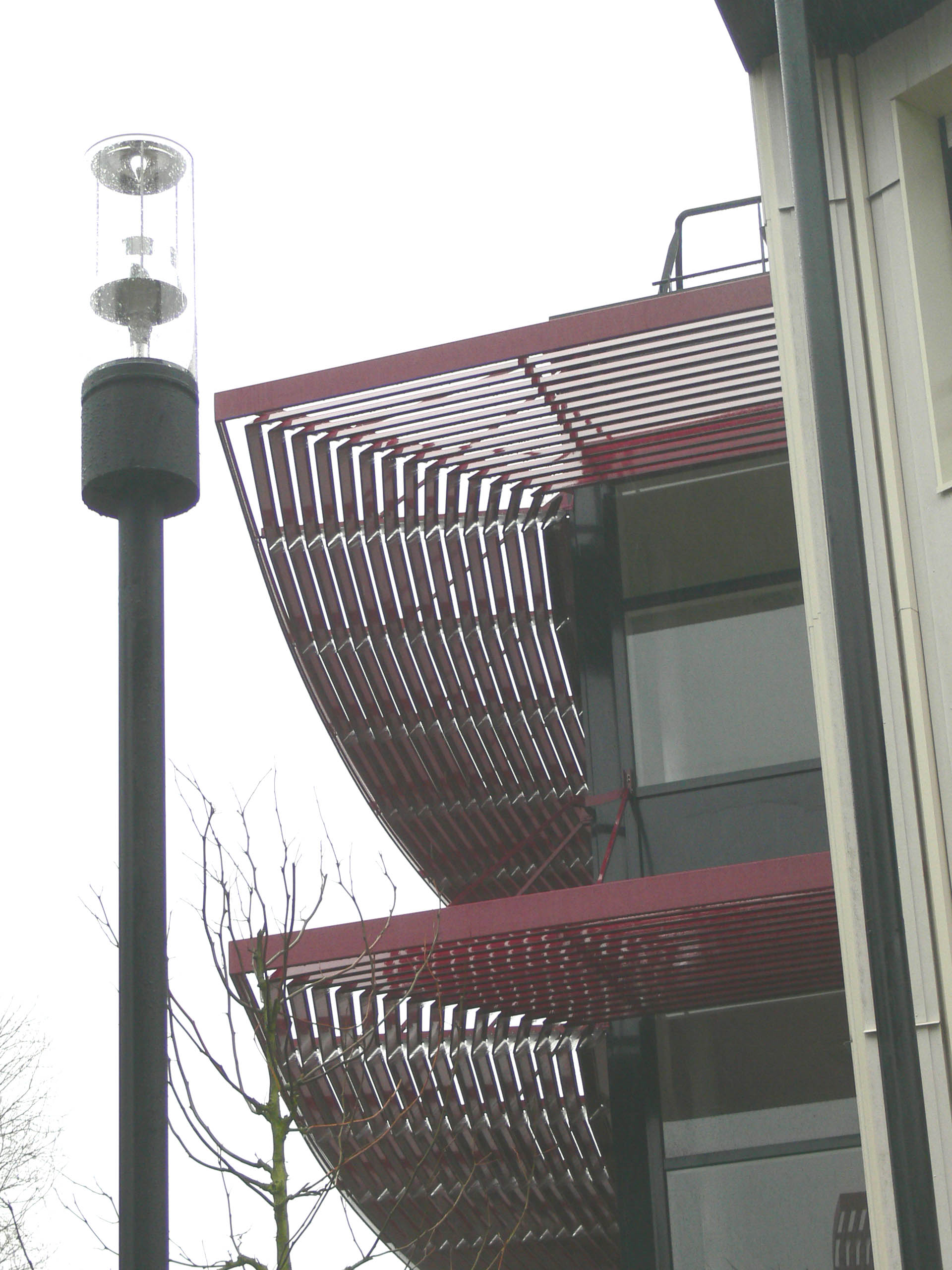
Pare-soleil métallique, EHPAD de Trith-Saint-Léger (Hauts-de-France).

Un brise-soleil ou pare-soleil, ou même casquette, est un élément d'architecture servant à diminuer l'inconfort lié au rayonnement direct du Soleil. Brise-soleil et pare-soleil sont notamment utilisés dans la conception de bâtiments dits « à haute qualité environnementale » (HQE) ou « à basse consommation d'énergie » (BBC) pour maîtriser la pénétration du rayonnement solaire estival à l'intérieur des locaux d'habitation 

## Typologie
Le pare-soleil est le plus souvent ajouré. Il est généralement constitué en bois, métal ou béton. Il est fixe, ou orientable ou amovible.
Dans l'architecture contemporaine, le brise-soleil est très souvent fabriqué en métal déployé.
Des structures de type plateaux, tonnelle, pergola ou pergola bioclimatique supportant des plantes grimpantes caducifoliées (perdant leurs feuilles en hiver), peuvent aussi jouer le rôle de pare-soleil, avec l'avantage d'entretenir un microclimat plus tempéré en été, par leur évapotranspiration. Elles offrent des fonctions aménitaires et de support de biodiversité supplémentaires (offre en pollen et nectar, support de nids d'oiseaux), voire de production de fruits (kiwis, fraisiers grimpants, vigne…), mais demandent toutefois plus d'entretien.

## Fonctions

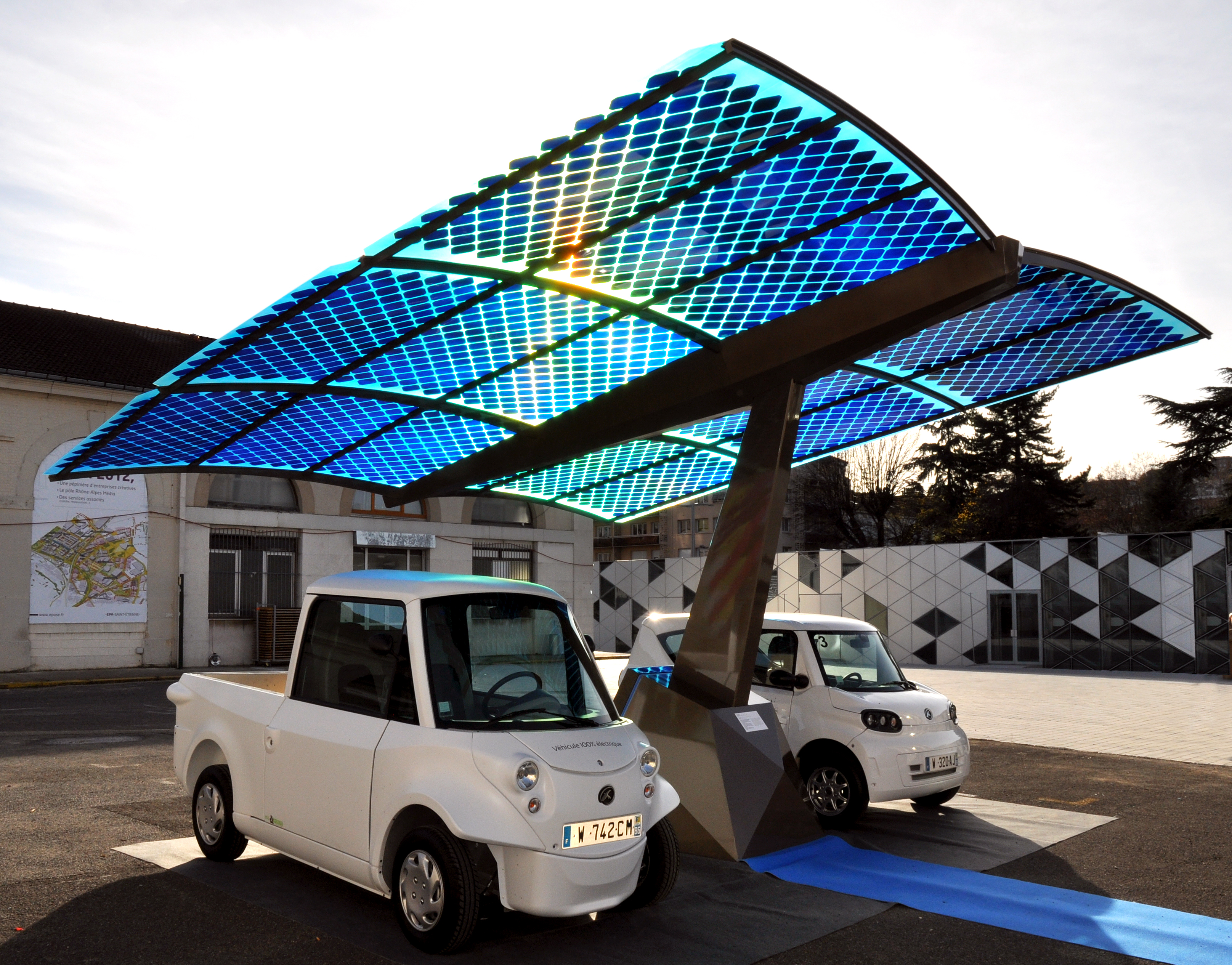
Ombrière photovoltaïque ayant aussi une fonction d'abri contre la pluie.

Il permet de protéger tout ou partie d'une façade, d'un sol (rue, cour intérieure, terrasse) de l'exposition solaire pour éviter la surchauffe ou l'éblouissement.
Une orientation judicieuse permet de contrôler les apports solaires (chaleur, lumière, rayonnement ultraviolet) selon l'heure ou la saison. L'influence sur la correction des variations saisonnières est d'autant plus perceptible que le bâtiment se situe dans une région proche du cercle polaire, où les variations de hauteur du Soleil par rapport à l'horizon sont les plus importantes. En été, le Soleil peut être caché, et en hiver il peut pénétrer jusqu'au fond d'une pièce pour mieux l'éclairer et la chauffer.
Certains pare-soleil sont couverts de cellules photovoltaïques.

## Galerie

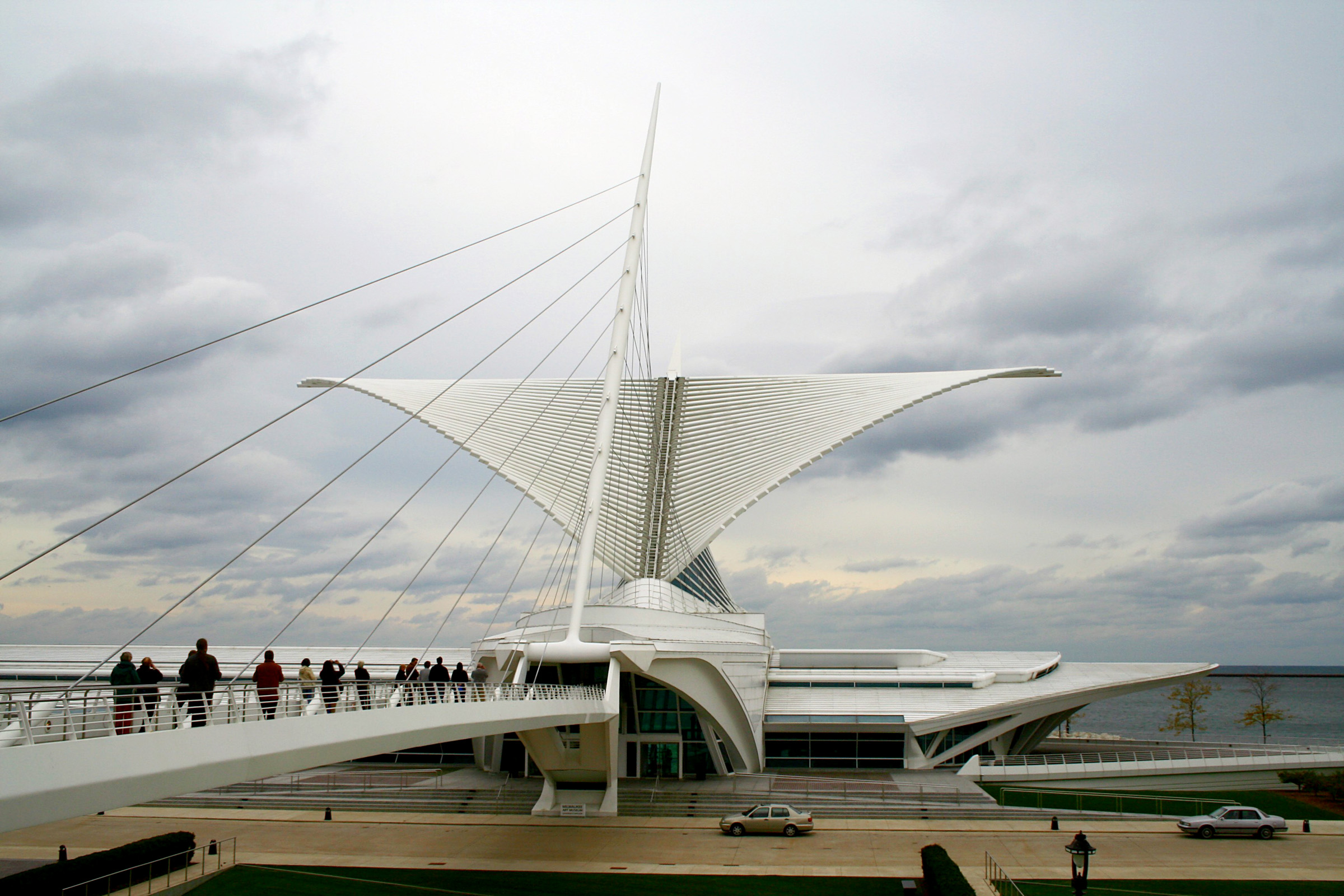
Brise-soleil amovible, Quadracci Pavilion, Milwaukee Art Museum.
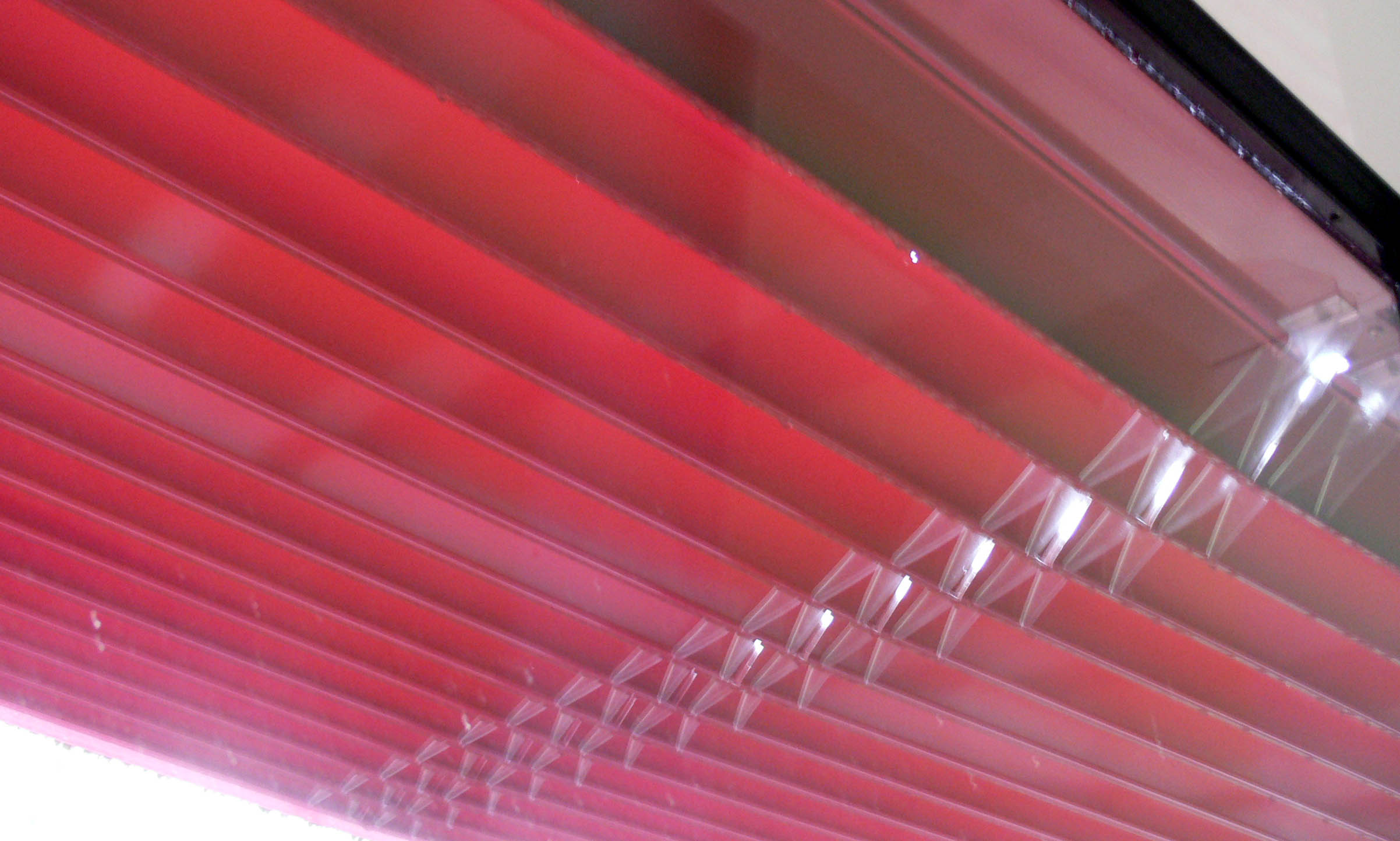
Pare-soleil métallique, EHPAD de Trith-Saint-Léger.
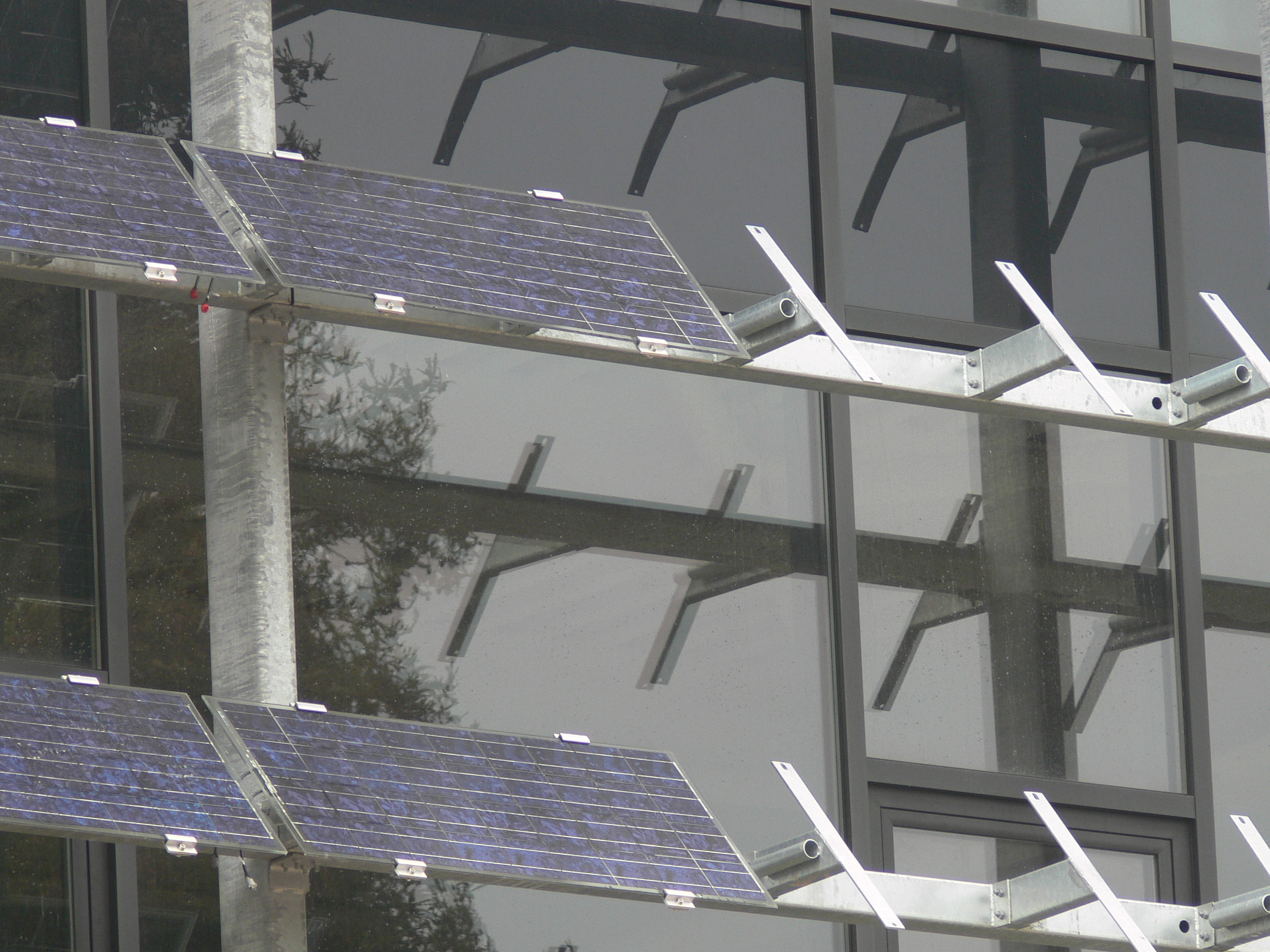
Brise-soleil photovoltaïque, siège de la région Nord-Pas-de-Calais (Lille).
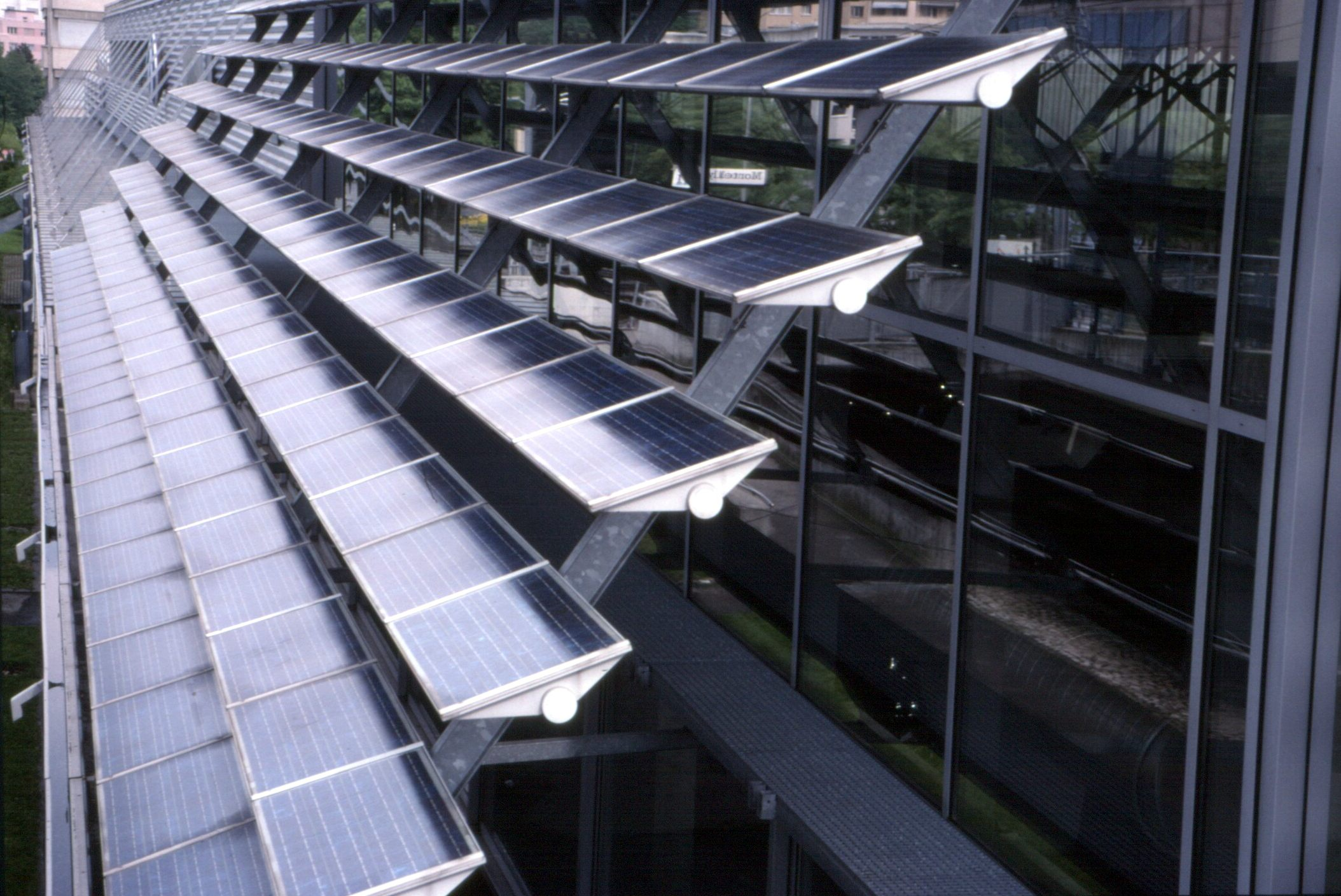
Brise-soleil photovoltaïque.

## Dimensionnement
Le dimensionnement d'un brise-soleil, se fait selon plusieurs critères : la latitude à laquelle se situe le bâtiment (pour la hauteur du Soleil dans le ciel en fonction des saisons), sa longueur, et sa hauteur par rapport à l'ouverture considérée. Dans certains cas, des ombrages à l'horizon, comme d'autres bâtiments ou des reliefs naturels, peuvent influencer le dimensionnement.
Un brise-soleil correctement dimensionné permet à une ouverture (fenêtre, baie vitrée, etc.) de récupérer toute l'énergie solaire en hiver et de protéger des rayonnements en été lorsque le Soleil est plus haut dans le ciel.